# Ladislav Kudelka
Ladislav Kudelka (28. června 1927, Vrútky – 15. února 1986, Bratislava) byl slovenský dokumentarista, scenárista a jeden z klíčových režisérů krátkého filmu, který patří k zakladatelské generaci slovenské kinematografie.

## Kariéra

### 50. léta 20. století
Ladislav Kudelka přišel do Bratislavy a k filmu z provinčního závodního časopisu ve Svitu. Počátkem 50. let 20. století se při natáčení šotů setkal s Vlado Kubenkem, v roce 1953 se stal vedoucím zpravodajství a působil jako režisér Týdne ve filmu. Tvorba tohoto období je poplatná době, kdy se natáčely ideologicky exponovaná díla. Vznikly tak například snímky Za ďalší rozvoj družstiev (1952), propagující zemědělská družstva, dokument o vyznamenaných slovenských pracujících Vzorní pracovníci (1952), nebo dvoudílný agitační film Proti zrade (1955).

### 60. léta 20. století
Klíčová a významná je však až tvorba v šedesátých letech 20. století, kdy se i v dokumentárním filmu projevila liberalizace poměrů. Ve filmu Chlapi z Gaderskej doliny (1963) podává Ladislav Kudelka obraz jednoho dne ze života dřevorubců a to bez použití komentáře. Kudelka využívá střídání temporytmu, zobrazuje rozmanitá prostředí, nachází rytmické analogie mezi zvukem a obrazem.
Koncem 60. let se na Slovensku uvolnila společensko-politická atmosféra natolik, že na krátkou dobu nefungovala cenzura a dokumentární tvorba na bratislavské Kolibě se velmi flexibilně přizpůsobila novým obrodným myšlenkovým proudům. Upuštěno bylo od rozsáhlého schvalování a zbytečných administrativně-výrobních procesů. Výsledkem byla řada výjimečných děl.
Kudelka tak v roce 1967 natočil snímek na motivy básně Ladislava Novomeského Červená a čierna a přidal se k autorům, kteří se věnovali experimentální kinematografii. Ve Studiu krátkých filmů vznikala i díla, která souvisela s aktuálním stavem rozkládajícího se totalitního systému. V tomto období vyvrcholila Kudelkova publicistická činnost třemi filmy. Ve filmu Leopoldovská pevnosť (1968) se zaměřil na vězeňské metody v Leopoldově. Téma snímku Obec plná vzdoru (1969) tvořila trestná výprava Lidových milicí na začátku padesátých let proti vesničanům z Nižné Šuňavy. Třetí film Intolerancia (1969) pojednával o následcích komunistického pronásledování řádů katolické církve.
Všechna tři díla spojuje podobná metoda: rozhovory, objektivita, prostor pro obě strany konfliktu, názor. Společně s kolektivem autorů Vlado Kubenkem, Ivanem Húšťavou, Otakarem Krivánkem a Jaroslavem Pogranem natočil v roce 1968 celovečerní dokumentární film Čas, ktorý žijeme (Čas, který žijeme). Tato sugestivní výpověď o společnosti a událostech roku 1968 byla v dobách normalizace zakázána.

### 70. léta 20. století
Okupace Československa měla v 70. letech dopad i na tvůrce krátkého filmu. Na II. sjezdu Svazu slovenských dramatických umělců byli Ladislav Kudelka, Karol Skořipský a Martin Slivka označeni za iniciátory liberalizačního pohybu a byli obviněni z neodbornosti. V období normalizace se Ladislavu Kudelkovi již nepodařilo najít tvůrčí svobodu. Teprve v roce 1977 po napsání stanoviska k Vyhláseniu umeleckých zväzov (Prohlášení uměleckých svazů) mu byly „otevřeny dveře“ do studií a ateliérů, kde se mohl věnovat svým tématům.

## Filmografie

### 50. léta 20. století
- Za ďalší rozvoj družstiev (1952)
- Vzorní pracovníci (1952)
- Výtvarné umenie ľudu (1953)
- Za ďalší rozvoj prešovského kraja (1954)
- Piesne Liptova (1954)
- Múzeum V. I. Lenina (1954)
- Majstri modranskej keramiky (1954)
- Desať víťazných rokov (1954)
- Proti zrade (1955)
- Desiaty máj slobody (1955)
- Oravskí hutníci (1956)
- Myjavský muzikant (1956)
- Východná 1957 (1957)
- Jarné vody (1958)
- Leto v Západných Tatrách (1959)

### 60. léta 20. století
- Zbohom Péro (1960)
- Interhelpo (1960)
- Spomienky na Rysy (1961)
- Sezóna v Demänovej (1961)
- Dnešok slovenského filmu (1962)
- Opustená zem (1963)
- Chlapi z Gaderskej doliny (1964)
- Láska-neláska (1964)
- Majstri z Kovačice (1964)
- Kam nechodil inšpektor (1964)
- Hviezdičky (1964)
- Kto nepracuje (1965)
- Dvanásť storočí umenia (1967)
- Poklady Tutanchamonovej hrobky (1967)
- Čierne dni (1968)[4]
- Akí sme
- Leopoldovská pevnosť (1968)
- Čas, ktorý žijeme (1968)[5]
- Intolerancia (1969)
- Obec plná vzdoru (1969)
- Čas ktorý sme žili (1969)

### 70. léta 20. století
- Suita o tatranskej zime (1970)
- Zvonolejárky (1972)
- Ten život odvial čas (1972)
- Jánske ohne (1974)
- V znamení kríža (1979)

### 80. léta 20. století
- Príkaz doby (1985)